# Parafia św. Michała Archanioła w Blachowni

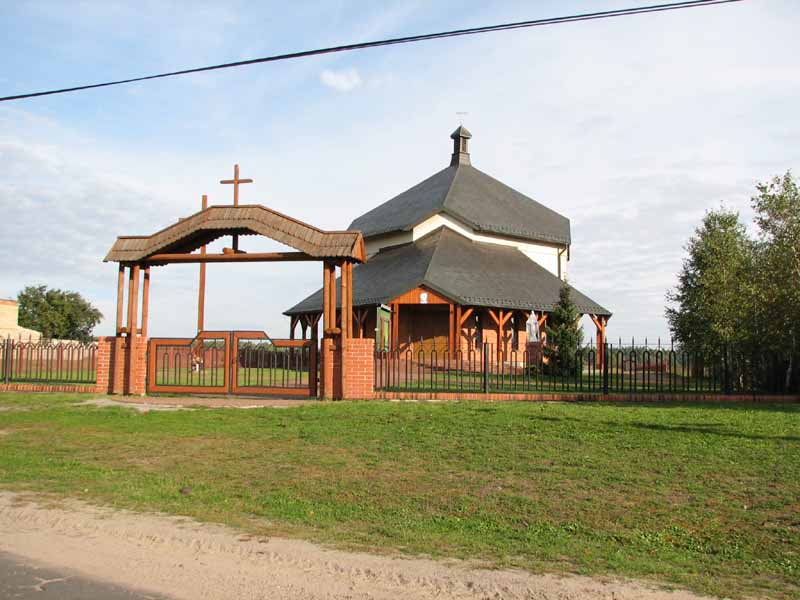
Kościół filialny św. Antoniego Padewskiego w Cisiu

Parafia Świętego Michała Archanioła – rzymskokatolicka parafia znajdująca się w Blachowni. Parafia należy do dekanatu Blachownia w archidiecezji częstochowskiej.

## Historia
W 1782 r. wieś Blachownia podlegała pod parafię św. Walentego w Konopiskach.
Parafia została utworzona 20 marca 1910 r. przez biskupa kujawsko-kaliskiego Stanisława Zdzitowieckiego z terenu parafii w Konopiskach. Pierwszą świątynią parafialną był drewniany barak. Od początku istnienia parafii podejmowano próby budowy dużego kościoła. Przeszkodziła w tym I wojna światowa. W 1917 roku proboszczem został ks. Marian Kubowicz, który po wojnie podjął starania o budowę nowego kościoła. W 1920 roku organista Organowski założył orkiestrę dętą, a po 1923 organista Bobiński chór parafialny. 23 maja 1924 r. uroczyście rozpoczęto budowę kościoła. Plac pod świątynię poświęcił proboszcz parafii Św. Rodziny w Częstochowie, prałat, dziekan częstochowski Bolesław Wróblewski. Kamień węgielny poświęcił i wmurował 6 lipca 1924 r. biskup pomocniczy włocławski Władysław Krynicki. Stary kościół przerobiono na potrzeby Akcji Katolickiej. Uroczystej konsekracji kościoła dokonał 4 września 1927 r. biskup częstochowski Teodor Kubina. W latach 1935–1938 proboszczem był ks. Bolesław Stradowski, który następnie był proboszczem parafii w Czastarach, gdzie został zamordowany przez Niemców w 1940 r. W 1936 r. zainstalowano organy, pierwszym koncertmistrzem był prof. Edward Mąkosza. W latach 1938–1945 proboszczem był ks. kanonik, prałat dr Bogumił Kasprzak. Został uwięziony przez Niemców na początku wojny. W okresie okupacji prowadził wraz z nauczycielami tajne nauczanie. Około 1942 r. proboszcz wraz z wikariuszem ks. Niedzielskim opuścili parafię w obawie przed aresztowaniem przez Niemców. Podczas okupacji aresztowano i zamordowano księży z pobliskich parafii w Dźbowie oraz Borze Zapilskim. Od sierpnia 1942 r. tymczasowym administratorem był kanonik dr Marceli Dewudzki. Ks. Kasprzak powrócił do parafii kilka dni po wkroczeniu Armii Czerwonej do Blachowni, tj. po 17 stycznia 1945 r. Parafia należała wówczas do dekanatu częstochowskiego. W latach 1945–1962 proboszczem był ks. Marian Brylski, który w 1956 r. ukończył budowę świątyni. Dokończył także budowę obiektów parafii. W kościele położono terakotową posadzkę oraz sprowadzono zamówiony przed wojną ołtarz św. Rodziny. Z inicjatywy proboszcza wzniesiono pomnik upamiętniający zamordowanych podczas okupacji niemieckiej. W 1946 r. powstał dekanat blachowieński, ks. Brylski został pierwszym dziekanem.
W 1991 r. wybudowano kościół filialny św. Antoniego z Padwy w Cisiu, a w 2001 r. kościół Najświętszego Zbawiciela na Błaszczykach. 29 maja 2001 r. z terenu parafii wydzielono nową parafię na Błaszczykach.

## Proboszczowie parafii[4]
Ks. Mariana Kubowicza, inicjatora budowy kościoła, od 1991 r. upamiętnia w Blachowni ulica jego imienia prowadząca do świątyni. 
| imię i nazwisko                         | daty urzędowania |
| --------------------------------------- | ---------------- |
| Ks. Antoni Zmysłowski                   | 1910 – 1917      |
| Ks. Marian Kubowicz                     | 1917 – 1935      |
| Ks. Bolesław Stradowski                 | 1935 – 1938      |
| Ks. dr Bogumił Kasprzak                 | 1938 – 1945      |
| Ks. dr Marceli Dewudzki (administrator) | 1942 – 1945      |
| Ks. Marian Brylski                      | 1945 – 1962      |
| Ks. Władysław Maciąg                    | 1962 – 1970      |
| Ks. Franciszek Pudełko                  | 1970 – 1989      |
| Ks. Andrzej Walaszczyk                  | 1989 – 2016      |
| Ks. Tomasz Wrona                        | 2015 –           |